# Тальбах, Катарина
Катарина Тальбах (нем. Katharina Thalbach, немецкий: [ka.ta.ˈʁiː.na ˈtaːl.bax] (слушать)о файле; род. 19 января 1954[…], Берлин) — немецкая актриса и режиссёр. Она наиболее известной благодаря роли Марии в фильме 1979 года «Жестяной барабан». Почётный член Берлинской академии искусств (1999) и член-основатель Немецкой киноакадемии (2003).

## Биография
Родилась в Восточном Берлине. Отец Катарины Бенно Бессон был режиссёром, ее мать Сабина Тальбах — актрисой.
Уже в четыре года Тальбах играла детские роли на сцене, на телевидении и в кино. После смерти матери в 1966 году Хелена Вайгель взяла её под свою опеку. В 1967 году она дебютировала в роли шлюхи Бетти (также Полли) в постановке Эриха Энгеля «Трёхгрошовая опера» по пьесе Брехта. Она получила аттестат зрелости в Высшей школе Макса Планка и сдала экзамен на сценическую зрелость. Тальбах играла в «Берлинер ансамбль» и в Народном театре в Берлине, где её отец работал художественным руководителем.
В 1976 году Тальбах переехала со своим тогдашним партнёром Томасом Брашем в Западную Германию, поскольку он активно протестовал против эмиграции Вольфа Бирмана.
С 1987 года работает режиссёром. Её творческим прорывом стала отмеченная наградами постановка «Макбета» . С 1997 года она также является оперным режиссёром, поставив в Берлине «Дон Жуана» Моцарта и «Хитрую лисичку» Яначека .

## Озвучивание
- 1970 — Прощайте, друзья! — Светла (Виолета Павлова)
- 1981 — Звездопад — Женька (Вера Глаголева)
- 1983 — Песчинка — Катрин (Брижит Роюан)
- 1985 — Смерть коммивояжёра — девушка из Бостона (Кэтрин Россеттер)
- 2002 — Лило и Стич — Глава Совета Галактической Федерации (Зои Колдуэлл)
- 2005 — Стюарт Литтл 3: Зов природы — Животное (Вирджиния Мэдсен)
- 2016 — Сказки Серого Волка — мать Джека (Дэвид Уолльямс)
- 2016 — Зверопой — мисс Ползли (Гарт Дженнингс)
- 2021 — Трагедия Макбета — ведьмы (Кэтрин Хантер)
- 2021 — Зверопой 2 — мисс Ползли (Гарт Дженнингс)

## Личная жизнь
Её дочь Анна (род. 1973) от отношений с актёром Владимиром Вейглем и внучка Нелли (род. 1995) — актрисы. Она замужем за Уве Хамахером и проживает в Берлине.